# Pritzerbe (stacja kolejowa)
Pritzerbe (niem. Bahnhof Pritzerbe) – stacja kolejowa w Havelsee, w dzielnicy Pritzerbe, w kraju związkowym Brandenburgia, w Niemczech. Znajduje się na Brandenburgische Städtebahn i jest jednym z dwóch obiektów kolejowych w miejscowości. Nieczynny budynek dworca jest obiektem zabytkowym, chroniony prawem.
Według klasyfikacji Deutsche Bahn ma kategorię 6.

## Linie kolejowe
- Brandenburgische Städtebahn